# Filmåret 1962

## Händelser

### April
- 9 april – Ingmar Bergman vinner en Oscar för Såsom i en spegel som hade svensk premiär 1961.

### Okänt datum
- Den nya tyska filmens födelse, då Oberhausen-manifestet undertecknas av ett stort antal unga regissörer.

## Academy Awards, Oscar, i urval
| Kategori:                  | Vinnare:                                                                    |
| -------------------------- | --------------------------------------------------------------------------- |
| Bästa film:                | Lawrence av Arabien                                                         |
| Bästa regi:                | David Lean (Lawrence av Arabien)                                            |
| Bästa manliga huvudroll:   | Gregory Peck (Skuggor över södern)                                          |
| Bästa kvinnliga huvudroll: | Anne Bancroft (Miraklet)                                                    |
| Bästa manliga biroll:      | Ed Begley (Ungdoms ljuva fågel)                                             |
| Bästa kvinnliga biroll:    | Patty Duke (Miraklet)                                                       |
| Bästa utländska film:      | Söndagarna med Cybèle (Cybèle - Les dimanches de Ville d'Avray) (Frankrike) |

Se här för komplett lista

## Årets filmer

### A - G
- Agent 007 med rätt att döda[1]
- Alla är vi vinterapor
- Chans
- David och Lisa
- Den kära familjen
- Den längsta dagen
- De fyra ryttarna
- En nolla för mycket

### H - N
- Hjärntvättad
- Lawrence av Arabien
- Leva sitt liv
- Lolita
- Mannen som sköt Liberty Valance
- Miraklet - The Miracle Worker
- Nils Holgerssons underbara resa

### O - U
- Raggargänget
- 2 veckor i en annan stad

### V - Ö
- Vad hände med Baby Jane?
- Vita frun
- Vår i kroppen
- Åsa-Nisse på Mallorca[2]
- Älskling, jag ger mej!

## Födda
- 1 januari – Richard Roxburgh, australisk skådespelare.
- 15 januari – Ola Isedal, svensk skådespelare.
- 16 januari – Denis O'Hare, amerikansk skådespelare.
- 17 januari – Jim Carrey, amerikansk skådespelare.
- 29 januari – Nicholas Turturro, amerikansk skådespelare.
- 5 februari – Jennifer Jason Leigh, amerikansk skådespelare.
- 6 februari – Eddie Izzard, brittisk komiker och skådespelare.
- 11 februari
  - Sheryl Crow, amerikansk rocksångerska och skådespelare.
  - Tina Leijonberg, svensk TV-programledare, skådespelare och sångerska.
- 15 februari – Niklas Hjulström svensk skådespelare, regissör och artist.
- 16 februari – Julia Hede, svensk barnskådespelare, fotograf och regissör.
- 17 februari – Lou Diamond Phillips, amerikansk skådespelare.
- 21 februari
  - Jakob Eklund, svensk skådespelare.
  - Mikael Hylin, svensk regissör och manusförfattare.
- 27 februari – Adam Baldwin, amerikansk skådespelare.
- 1 mars – Peter Malmsjö, svensk skådespelare.
- 19 mars – Johan Gry, svensk skådespelare.
- 20 mars – Stephen Sommers, amerikansk regissör, manusförfattare och filmproducent.
- 21 mars
  - Matthew Broderick, amerikansk skådespelare.
  - Rosie O'Donnell, amerikansk skådespelare, TV-programledare och komiker.
- 9 april – Louise Raeder, svensk skådespelare.
- 15 april – Nick Kamen, brittisk popsångare.
- 23 april – John Hannah, brittisk skådespelare.
- 27 april – Eva Callenbo, svensk skådespelare och manusförfattare.
- 12 maj – Emilio Estevez, amerikansk skådespelare.
- 14 maj – Danny Huston, amerikansk skådespelare.
- 24 maj – Gene Anthony Ray, amerikansk skådespelare.
- 26 maj – Bobcat Goldthwait, amerikansk skådespelare.
- 3 juni – Jan Ohlsson, svensk barnskådespelare.
- 13 juni – Mark Frankel, brittisk skådespelare.
- 16 juni – Arnold Vosloo, sydafrikansk skådespelare.
- 24 juni – Åsa Ekberg, svensk skådespelare.
- 29 juni – Jonas Frick, svensk regissör och manusförfattare.
- 3 juli
  - Tom Cruise, amerikansk skådespelare.
  - Thomas Gibson, amerikansk skådespelare.
- 13 juli – Tom Kenny, amerikansk skådespelare.
- 19 juli – Anthony Edwards, amerikansk skådespelare.
- 6 augusti – Michelle Yeoh, kinesisk-malaysisk danserska och filmskådespelare.
- 8 augusti – Levent Ülgen, turkisk-kurdisk skådespelare.
- 13 augusti – Maria Langhammer, svensk skådespelare och sångerska (blues, soul och country).
- 16 augusti – Steve Carell, amerikansk komiker, skådespelare, filmproducent och manusförfattare.
- 29 augusti – Rebecca De Mornay, amerikansk skådespelare.
- 21 september – Rob Morrow, amerikansk skådespelare.
- 2 oktober – Jeff Bennett, amerikansk röstskådespelare.
- 4 oktober – Ulf Friberg, svensk skådespelare, manusförfattare och teaterregissör.
- 13 oktober – Kelly Preston, amerikansk skådespelare.
- 28 oktober – Daphne Zuniga, amerikansk skådespelare.
- 5 november – Per Graffman, svensk skådespelare.
- 11 november – Demi Moore, amerikansk skådespelare och fotomodell.
- 13 november – Per Sandberg, svensk skådespelare.
- 19 november
  - Tommy Andersson, svensk skådespelare.
  - Jodie Foster, amerikansk skådespelare och regissör.
  - Stefan Grybe, svensk barnskådespelare.
- 26 november
  - Cary Elwes, brittisk skådespelare.
  - Hannes Holm, svensk regissör och manusförfattare.
- 28 december – Sharon Dyall, svensk sångerska och skådespelare.

## Avlidna
- 24 februari – Torsten Hammarén, 77, svensk skådespelare och teaterchef.
- 10 mars – Olle Janson, 51, svensk skådespelare.
- 7 april – Elner Åkesson, 72, svensk filmfotograf.
- 18 april – Harald Wehlnor, 71, svensk skådespelare.
- 30 april – Gull Natorp, 82, svensk skådespelare.
- 18 maj – Hedvig Nenzén, 81, svensk skådespelare.
- 24 juni – Henry Richter, 65, svensk journalist och manusförfattare.
- 5 augusti – Marilyn Monroe, 36, amerikansk skådespelare.
- 2 september – Johan Rosén, 75, svensk skådespelare, dekormålare, attributör och teaterdirektör.
- 20 september – Verner Oakland, 60, svensk skådespelare.
- 30 september – Sven Magnusson, 57, svensk skådespelare.
- 5 oktober – Tod Browning, 82, amerikansk filmregissör och skådespelare.
- 12 november – Bror Abelli, 82, svensk regissör, skådespelare, sångare, författare och biografägare.
- 9 december – Carl Deurell, 94, svensk skådespelare.
- 15 december – Charles Laughton, 63, brittisk skådespelare och regissör.

### Fotnoter
1. ↑  IMDB, läst 29 februari 2012
2. ↑  IMDB, läst 1 mars 2012